# Liste der Baudenkmale in Heinersbrück
In der Liste der Baudenkmale in Heinersbrück sind alle Baudenkmale der brandenburgischen Gemeinde Heinersbrück und ihrer Ortsteile aufgelistet. Grundlage ist die Veröffentlichung der Landesdenkmalliste mit dem Stand vom 31. Dezember 2021.

## Baudenkmale
In den Spalten befinden sich folgende Informationen:
- ID-Nr.: Die Nummer wird vom Brandenburgischen Landesamt für Denkmalpflege vergeben. Ein Link hinter der Nummer führt zum Eintrag über das Denkmal in der Denkmaldatenbank. In dieser Spalte kann sich zusätzlich das Wort Wikidata befinden, der entsprechende Link führt zu Angaben zu diesem Denkmal bei Wikidata.
- Lage: die Adresse des Denkmales und die geographischen Koordinaten. Link zu einem Kartenansichtstool, um Koordinaten zu setzen. In der Kartenansicht sind Denkmale ohne Koordinaten mit einem roten beziehungsweise orangen Marker dargestellt und können in der Karte gesetzt werden. Denkmale ohne Bild sind mit einem blauen bzw. roten Marker gekennzeichnet, Denkmale mit Bild mit einem grünen beziehungsweise orangen Marker.
- Bezeichnung: Bezeichnung in den offiziellen Listen des Brandenburgischen Landesamtes für Denkmalpflege. Ein Link hinter der Bezeichnung führt zum Wikipedia-Artikel über das Denkmal.
- Beschreibung: die Beschreibung des Denkmales
- Bild: ein Bild des Denkmales und gegebenenfalls einen Link zu weiteren Fotos des Baudenkmals im Medienarchiv Wikimedia Commons

### Heinersbrück
| ID-Nr.            | Lage                                         | Bezeichnung                | Beschreibung | Bild           |
| ----------------- | -------------------------------------------- | -------------------------- | --- | -------------- |
| 09125885          | Hauptstraße 2a (Lage)                        | Schule                     | Die Schule wurde 1862 am südlichen Ortsausgang erbaut. Es ist ein eingeschossiger Bau aus Ziegeln mit einem Satteldach. Seit 1979 befindet sich hier das Museum „Sorbische Bauernstube“. | Schule         |
| 09125188 Wikidata | Hauptstraße 6a (Lage)                        | Dorfkirche                 | Die evangelische Kirche wurde von 1900 bis 1901 neu errichtet. Sie wurde 1945 stark beschädigt. In den Jahren 1985 bis 1993 wurde die Kirche erneuert. Es ist eine zweischiffige Hallenkirche mit einem Turm. Der Altar, die Taufe und ein Altarkreuz sind aus der Bauzeit. Die Orgel wurde 1939 für einen Berliner Bäcker gebaut und von den Erben an die Kirche geschenkt. Dort wurde sie 1999 eingebaut. | weitere Bilder |
| 09125189          | Peitzer Straße 15 / Radewieser Straße (Lage) | Sowjetischer Ehrenfriedhof | Der Ehrenfriedhof wurde nach dem Zweiten Weltkrieg angelegt. Vier Stufen führen zu einer umzäunten Fläche, in der Mitte steht ein weißer Obelisk mit einem Sowjetstern. Der Sockel unter dem Obelisk hat drei Stufen. Rechts und links befinden sich Gräber für sieben bekannte und zwanzig unbekannte sowjetische Soldaten.                                                                                | weitere Bilder |